# Technique de culture sur film nutritif
Pour les articles homonymes, voir NFT (homonymie).

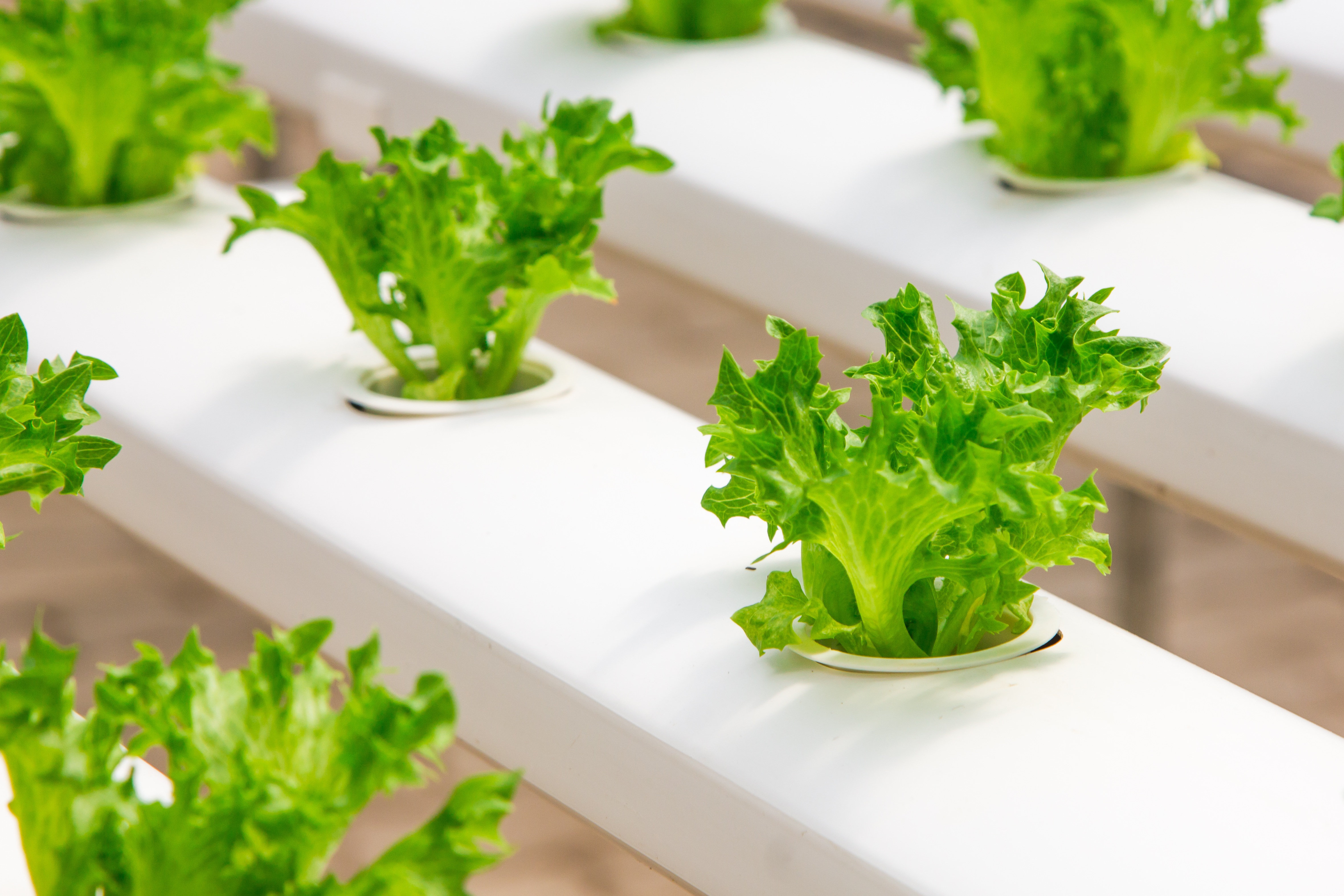
Exemple de salades dans un système NFT.

La technique de culture sur film nutritif (en anglais Nutrient Film Technique ou NFT) est une méthode de culture hydroponique utilisée également dans les systèmes aquaponiques. 
Elle consiste à faire passer via des rigoles de culture un flux d'eau riche en éléments nutritifs destiné aux plantes qui s'y trouvent.Le système NFT est développé par le Britannique Allen Cooper à la fin des années 1960. En 1979, il publie son livre ABC of NFT: Nutrient Film Technique et depuis la technique s'est répandue autant chez les professionnels que chez les amateurs.

## Fonctionnement

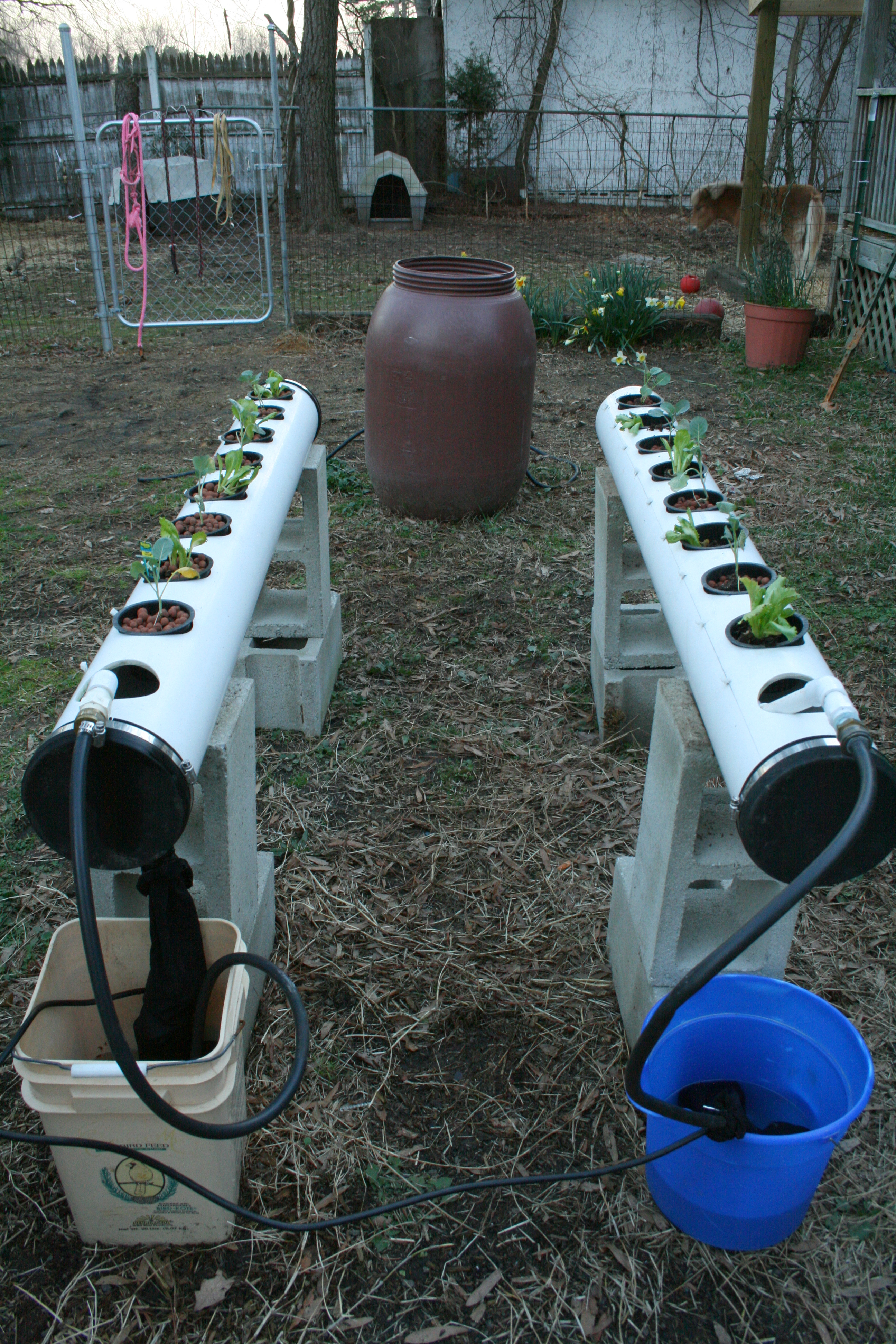
Un système NFT hydroponique fait maison.

Chaque graine est placée dans un cube de substrat, souvent de la laine de roche, qui est déposé dans un panier suffisamment ouvert pour laisser passer les futures racines. Tous les paniers sont disposés dans une rigole de culture légèrement inclinée et opaque. Dans cette rigole de culture on fait passer un flux continu d'eau enrichi en nutriments — qui par son déplacement se chargera d'oxygène — afin de nourrir les plantes. Le but est d'arriver à faire passer un flux d'eau assez bas afin de maximiser l'oxygénation lors du passage dans la rigole.

## Les 4 principes
Allen Cooper donne en 1996 les quatre principes clés pour réussir son système NFT :
1. Il faut s'assurer que l'inclinaison des rigoles de culture soit parfaitement uniforme en tout point.
2. Le débit entrant doit être minimisé afin de ne pas avoir une trop grande profondeur d'eau.
3. La largeur de la rigole dans lesquelles les racines se développent doit être adéquate afin de ne pas faire barrage aux éléments nutritifs. Si elle est inadéquate, le rendement en pâtit sévèrement.
4. La base de la rigole doit être plate et non pas incurvée car la profondeur d'eau ne sera pas la même sur toute la largeur dans une rigole à base incurvée.